# ال‌اس چهارم-۱۴ ۱۱۶
ال‌اس چهارم-۱۴ ۱۱۶ ستاره‌ای در فاصله دو هزار سال نوری از زمین است.
این ستاره توسط رصدخانه آرما، در ایرلند کشف شده است.

## درخشش زیاد
این ستاره به رنگ آبی کمرنگ که همانند یک الماس می‌درخشد به دلیل اینکه اتمسفری بسیار غنی از عنصر «زیرکونیم» دارد با این درخشش دیده می‌شود.

## ترکیبات
اولین ستاره‌ای است که تا این حد غنی زیرکونیم است. به طوری که سطح این عنصر در این ستاره ۱۰ هزار برابر بیشتر از سطح زیرکونیم موجود در خورشید است.
الماس‌های واقعی ترکیباتی کربنی هستند در حالی که بلورهای دی اکسید زیرکونیم در جواهرسازی برای ایجاد الماس‌های بدلی که بسیار ارزانتر از الماس‌های واقعی هستند استفاده می‌شود درحقیقت، این ستاره یک الماس بدلی است که در آسمان می‌درخشد.
علاوه بر زیرکونیم، ستاره شناسان ایرلندی با مطالعه بر روی ال‌اس چهارم-۱۴ ۱۱۶ آثار شیمیایی از سه عنصر دیگر شامل «استرونسیوم»، «ژرمانیم» و «ایتریم» را در اتمسفر این ستاره کشف کردند.